# بوسکوبل (ویسکانسین)
بوسکوبل، ویسکانسین  (به انگلیسی: Boscobel) شهری در شهرستان گرنت ایالت ویسکانسین است که در سال ۱۸۷۳ بنیان‌گذاری شده‌است. این شهر طبق سرشماری سال ۲۰۱۰ میلادی ۳٬۲۳۱ نفر جمعیت داشته‌است.